# Facing the Giants
Pour plus de détails, voir Fiche technique et Distribution.
Facing the Giants  est un film chrétien américain réalisé par Alex Kendrick, sorti le 29 septembre 2006 aux États-Unis. 

## Synopsis
Grant Taylor (Alex Kendrick) est l’entraîneur de l’équipe de football des Eagles de l’Académie Chrétienne de Shiloh, qui n’a pas encore qualifiée pour les séries éliminatoires de l’État . Mark Richt, son ancien entraîneur de football l’encourage à développer une nouvelle vision d’entraînement qui sera bénéfique pour son équipe.

## Distribution
- Alex Kendrick : Grant Taylor
- Shannen Fields : Brooke Taylor
- Bill Butler : Neil Prater
- Bailey Cave : David Childers
- Steve Williams : Larry Childers
- Tracy Goode : Brady Owens
- Jim McBride : Bobby Lee Duke
- Tommy McBride : Jonathan Weston
- Jason McLeod : Brock Kelley
- Chris "C-Willy" Willis : J.T. Hawkins Jr.
- Ray Wood : Mr. Bridges
- Erin Bethea : Alicia Houston
- David Nixon : Mr. Jones
- Mark Richt : Mark Richt, ancien entraîneur de Grant Taylor

## Réception

### Box-office
Le film a récolté 10,2 millions de dollars au box-office mondial
pour un budget de 100,000 dollars.

### Critiques
Rotten Tomatoes a enregistré une note de 16% des critiques et 85% de l’audience et Metacritic a enregistré une note de 38/100 des critiques  , .